# 仙波清彦
仙波 清彦（せんば きよひこ、1954年12月23日 - ）は、日本のパーカッショニスト、ドラマー。
邦楽囃子仙波流家元、仙波宏祐の長男として東京都に生まれる。3歳の頃から父に邦楽を学ぶ。10歳で歌舞伎界に入り、数多くの舞台に出演。東京芸術大学音楽学部邦楽科卒業。東京芸術大学在学中には邦楽技能優秀者に与えられる安宅賞を受賞。妻はヴァイオリニストの高橋香織。

## 活動歴
- THE SQUARE（1978年 - 1980年）
- はにわオールスターズ（1982年 - 1983年、1990年 - 1991年、1994年、2019年）
- はにわちゃん（1983年 - ）
- 『ジャズ大名』（1986年）楽器指導
- はにわ隊（1990年、2000年）
- HANIWA（1992年 - 1993年）
- UNIT SEMBA（2000年 - 2003年）
- The NEWS（後にSEMBA SONIC SPEARに改名）（2001年 - 2003年）
- 仙波清彦&カルガモーズ（2005年 - ）
- バンブーブレード劇伴作曲（2007年 - 2008年）

## ディスコグラフィー

### アルバム（ソロのみ）
- BUSON（1988年）
- JASMINE TALK〜ジャスミントーク（1996年10月21日）
- SEMBA〜リズムのこづち〜（1999年2月）
- Faraway 遥かなる旅（仙波清彦 with 笹路正徳、2002年1月）

### アルバム
- かなしばり/はにわちゃん（1991年）
- はにわ/仙波清彦とはにわオールスターズ（1991年）
- イン・コンサート/仙波清彦とはにわオールスターズ（1991年）
- HAPPY PEOPLE/HANIWA（1992年）
- SONIC SPEAR/SEMBA SONIC SPEAR（2003年）
- 摩訶不思議~千手披露（2019年3月19日）